# Bekir pasa-vízvezeték
A Bekir pasa-vízvezeték egy ősi vízvezeték Lárnakában, Ciprus szigetén az Oszmán Birodalom idejéből.
A vízvezetéket Kamares vízvezetéknek is nevezik. A csatornahíd meglehetősen jó állapotban van, alatta forgalmas út vezet. Jó láthatósága érdekében a közelében lévő gyalogutat sötétedés után megvilágítják.
A vízvezeték 1747–50 között épült, Bekir nevet kapta, mert a vízvezetéket Abu Bekir pasa (1670–1757/1758), Lárnaka török kormányzója finanszírozta. Az ottomán kori építészet egyik szép helyi példája. Lárnaka külterületén, a régi limassoli út mellett húzódik. Az akvaduktnak 75 különböző szabálytalan, nem azonos méretű boltíve van.
A külföldi utazók gyakran tartják az egyik legfontosabb műemléknek, amelyet az oszmán időszakban építettek Cipruson.
Bekir pasa tiszteletére egy példát kell közölnöm az öreg urak közszelleméről. Míg 1747-ben ezen a vidéken pasa volt. Ő támogatta azt a nemes tervet, hogy vizet hozzon a folyóból az úton körülbelül hat mérföldre innentől, hogy ellássa Lárnaka lakosságát. Nagy és jó emberhez méltó munka, amely több mint ötvenezer piaszterbe, hatezer fontba kerülhetett.

## Fordítás
- Ez a szócikk részben vagy egészben  a   Bekir-Pascha-Aquädukt című német Wikipédia-szócikk ezen változatának fordításán alapul.  Az eredeti cikk szerkesztőit annak laptörténete sorolja fel. Ez a jelzés csupán a megfogalmazás eredetét és a szerzői jogokat jelzi, nem szolgál a cikkben szereplő információk forrásmegjelöléseként.